# Base Excess
Base Excess (BE), deutsch auch als Basenabweichung oder Basenüberschuss bzw. Basendefizit bezeichnet, ist ein berechneter Parameter, der anhand einer Blutgasanalyse bestimmt wird und Aussagen über stoffwechselbedingte (metabolische) Störungen des Säure-Basen-Haushaltes ermöglicht (metabolische Azidose, metabolische Alkalose). Vereinfacht ausgedrückt, stellt er die Mengen an Säuren oder Basen dar, welche nötig sind, um einen veränderten pH-Wert des Körpers wieder zurück auf dessen Normalwerte einzustellen. Begriff und Prinzip wurden im Jahr 1958 von Astrup und Siggaard-Andersen eingeführt.
Der Base Excess kennzeichnet die Abweichung vom Referenzbereich der Gesamtpufferbasen, im Extrazellularraum als BE(ecf), im Blut als BE(B) bzw. Standard-Base-Excess (sBE). Dieser liegt (laborabhängig unterschiedlich) bei etwa 48 mmol/l. Die Normalwerte für den BE liegen je nach Labor bei 0 ± 2 mmol/l oder ± 3 mmol/l.
In der Klinik eignet sich die Basenabweichung zur Beurteilung der nicht-atmungsbedingten Anteile bei einer Störung im Säure-Basen-Haushalt. Um Aussagen über die Störung des Säure-Basen-Haushalt treffen zu können, muss neben dem BE immer auch der arterielle Kohlendioxidpartialdruck (pCO2) berücksichtigt werden. Ein erhöhter BE kann so zum einen eine metabolische Alkalose (Basenüberschuss), zum anderen, bei gleichzeitig erhöhtem pCO2, eine zumindest teilweise kompensierte respiratorische Azidose (CO2-Retention, z. B. bei Hypoventilation) anzeigen. Auf der anderen Seite deutet ein erniedrigter BE entweder auf eine metabolische Azidose (Basenverlust, z. B. bei Diarrhoe), oder, bei gleichzeitig erniedrigtem pCO2, auf eine zumindest teilweise kompensierte respiratorische Alkalose (verstärkte CO2-Abatmung, z. B. bei Hyperventilation) hin. Die metabolische Kompensation einer respiratorischen Störung des Säure-Basen-Haushaltes geschieht dabei ganz vorwiegend über die Retention bzw. Ausscheidung von Bicarbonat über die Nieren, welches den größten Teil der Gesamtpufferbasen des Blutes ausmacht.
Weiterhin kann anhand des BE bei der metabolischen Azidose der Bedarf an NaHCO3 zur symptomatischen Behandlung abgeschätzt werden:
{\displaystyle [NaHCO_{3}]=-BE*KG(kg)/3}
Beispiel: Ein 75 kg schwerer Patient mit einer negativen Basenabweichung von −8 mmol/l hat also ein ungefähres Defizit von 200 mmol.